# Challenger Biel/Bienne 2021
Il Challenger Biel/Bienne 2021, noto anche come FlowBank Challenger Biel/Bienne, è stato un torneo maschile di tennis professionistico. È stata la 1ª edizione del Challenger Biel/Bienne, facente parte della categoria Challenger 80 nell'ambito dell'ATP Challenger Tour 2021. Si è svolto dal 20 al 26 settembre 2021 sui campi in cemento della Swiss Tennis Halle und Jan Group Arena di Biel/Bienne, in Svizzera.

## Partecipanti

### Teste di serie
| Nazionalità | Giocatore             | Ranking* | Testa di serie |
| ----------- | --------------------- | -------- | -------------- |
| Francia     | Pierre-Hugues Herbert | 98       | 1              |
| Svizzera    | Henri Laaksonen       | 119      | 2              |
| Austria     | Dennis Novak          | 121      | 3              |
| Rep. Ceca   | Tomáš Macháč          | 143      | 4              |
| Regno Unito | Liam Broady           | 145      | 5              |
| Portogallo  | João Sousa            | 150      | 6              |
| Svizzera    | Marc-Andrea Hüsler    | 160      | 7              |
| Turchia     | Cem İlkel             | 176      | 8              |

* Ranking al 13 settembre 2021.

### Altri partecipanti
I seguenti giocatori hanno ricevuto una wild card per il tabellone principale:
- Jérôme Kym
- Leandro Riedi
- Dominic Stricker

I seguenti giocatori sono entrati in tabellone come alternate:
- Matthias Bachinger
- Andrej Kuznecov

I seguenti giocatori sono passati dalle qualificazioni:
- Antoine Escoffier
- Hiroki Moriya
- Jakub Paul
- Alexander Ritschard

Il seguente giocatore è entrato in tabellone come lucky loser:
- Aleksandr Ševčenko

## Campioni

### Singolare
Liam Broady ha sconfitto in finale  Marc-Andrea Hüsler con il punteggio di 7–5, 6–3.

### Doppio
Ruben Bemelmans /  Daniel Masur hanno vinto il torneo per walkover in finale dovuto al forfait dato da  Marc-Andrea Hüsler /  Dominic Stricker.